# HD 217107 b
HD 217107 b és un planeta extrasolar que es troba a aproximadament 65 anys llum de la Terra, a la constel·lació dels Peixos. Fou descobert al voltant de l'estrella HD 217107 amb un període orbital d'aproximadament 7 dies, cosa que, juntament amb una massa d'aproximadament 1,4 MJ, classifica el planeta com un Júpiter calent. Com que el planeta mostrava una certa excentricitat orbital, els científics pogueren confirmar un altre planeta dins del mateix sistema (HD 217107 c).

## Descobriment
HD 217107 b fou descobert gràcies a la detecció de petites variacions de la velocitat radial de l'estel al voltant del qual gira causades per la seva atracció gravitatòria. Un estudi de la velocitat radial d'HD 217107 dut a terme el 1998 revelà que el seu moviment al llarg de la línia de visió variava al llarg d'un cicle de 7,1 dies. El període i amplitud d'aquesta variació indicaven que era causada per un planeta en òrbita al voltant de l'estel, d'una massa mínima un xic més gran que la de Júpiter. La distància mitjana del planeta a l'estel és menys d'un cinquè de la distància de Mercuri al Sol.

### Indicació d'un segon planeta
Mentre que la majoria dels planetes de períodes orbitals inferiors als 10 dies tenen òrbites quasi circulars (e=0), HD 217107 b té una òrbita una mica excèntrica (e=0,13); els seus descobridors hipotetitzaren que podria ser a causa de la influència gravitatòria d'un segon planeta a una distància de diverses unitats astronòmiques. La confirmació de l'existència del segon planeta, HD 217107 c, s'esdevingué el 2005.